# Julian Edelman
Julian Francis Edelman (* 22. Mai 1986 in Redwood City, Kalifornien) ist ein ehemaliger US-amerikanischer American-Football-Spieler auf der Position des Wide Receivers. Er spielte für die New England Patriots in der National Football League (NFL).
In der Highschool und auf dem College spielte er auf der Position des Quarterbacks, bei den Patriots spielt er hauptsächlich als Wide Receiver, Kickoff und Punt Returner. Zudem weist er mehrere Einsätze als Defensive Back auf. Mit den Patriots gewann Edelman in der Saison 2014 den Super Bowl XLIX, in der Saison 2016 den Super Bowl LI sowie in der Saison 2018 den Super Bowl LIII. Im Super Bowl LIII wurde er zum Super Bowl MVP gewählt.

## Karriere

### Highschool und College
Edelman kam in Redwood City im kalifornischen San Mateo County zur Welt und wuchs im Nachbarort Woodside auf, wo er auch die Highschool besuchte. Dort erreichte er während seiner Zeit als Starting-Quarterback 2.237 Pass- und 694 Lauf-Yards, außerdem warf er 29 Touchdowns und konnte 13 weitere durch Läufe erzielen. Er besuchte für ein Jahr das College of San Mateo und wechselte dann zur Kent State University, wo er Business Management studierte. Lediglich in seinem Senior-Jahr war Edelman über das ganze Jahr Starting-Quarterback der „Kent State Golden Flashes“ und erzielte 1.820 Pass-Yards bei 13 Touchdowns und elf Interceptions. 2006 und 2007 konnte er in der zweiten Hälfte der Saison aufgrund von diversen Verletzungen nicht spielen. Obwohl er Quarterback war, erzielte er mit 1.551 Yards und 13 weiteren Touchdowns den größten Raumgewinn im Laufspiel und die meisten Punkte. Weiterhin puntete er einige Male.

### NFL

#### 2009–2012

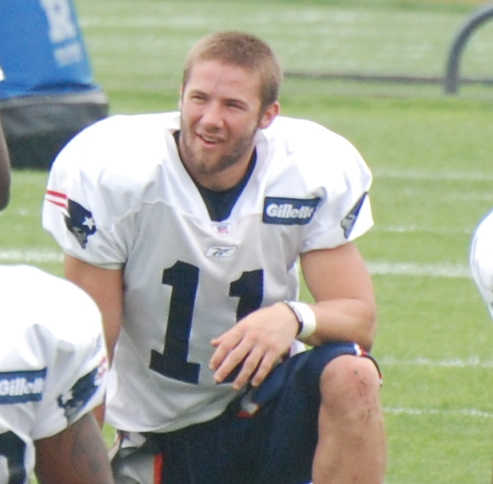
Im Trainingscamp 2009

Beim NFL Draft 2009 wurde er in der siebten Runde als 232. Spieler von den New England Patriots ausgewählt. Er war jedoch nicht als Quarterback, sondern als Wide Receiver vorgesehen, obwohl er diese Position nie zuvor gespielt hatte und für die er als „zu klein und unkonventionell“ galt. Aber bereits in der zweiten Woche der Saison 2009 war er Starter, da der eigentliche Wide Receiver, Wes Welker, verletzt war. Seitdem spielte Edelman als Punt Returner, Kick Returner und dritter Wide Receiver für die Patriots. Zudem erwarb er sich einen Ruf für Vielseitigkeit, als er während einer Verletzungswelle in der Defense der Patriots für mehrere Spiele als Defensive Back auflief.

#### 2013

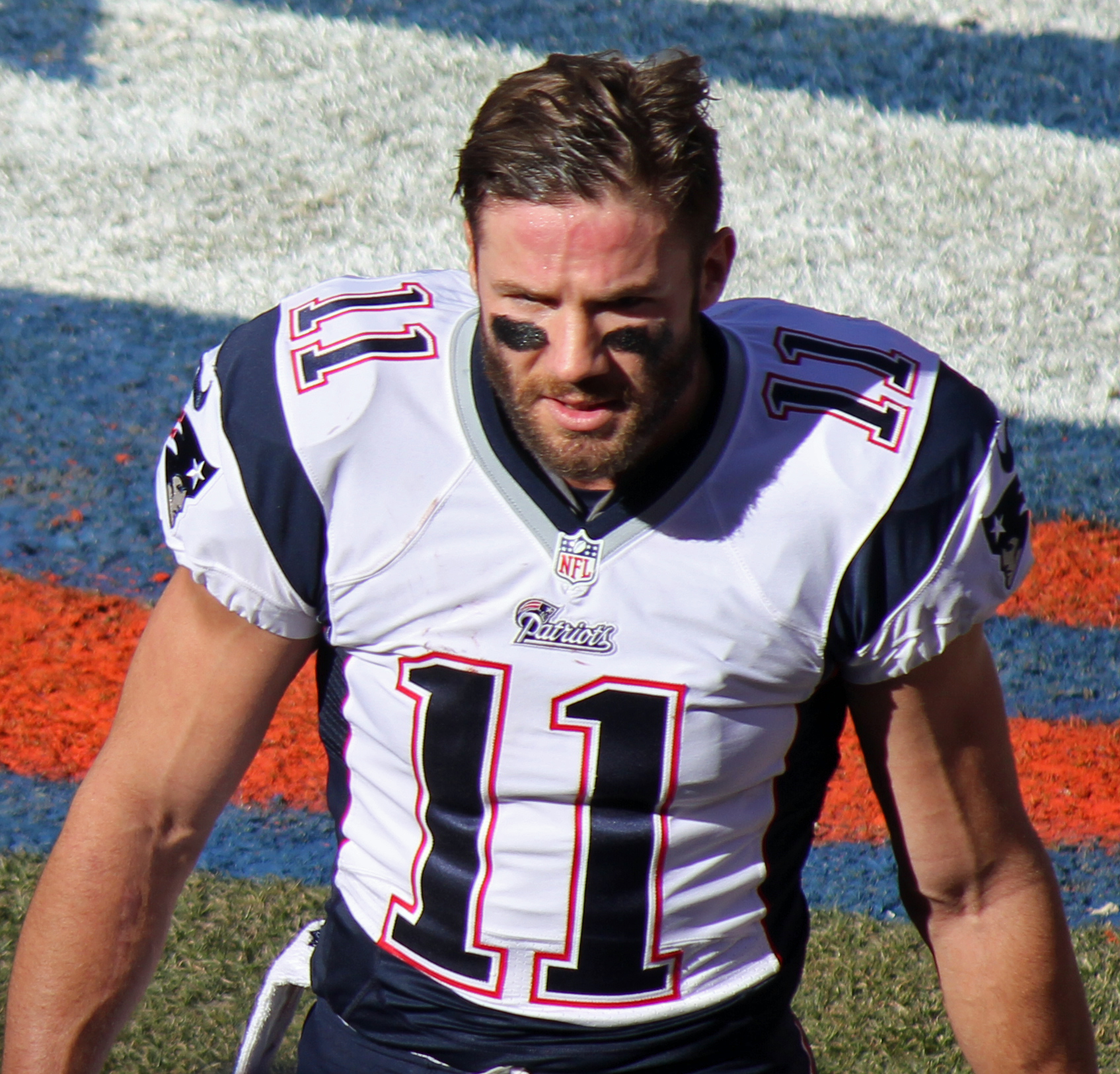
Play-offs gegen die Denver Broncos im Januar 2014

Nachdem sich Edelman langsam etabliert hatte, stieg er 2013 zu New Englands favorisiertem Passempfänger (engl. Go-To Receiver) auf. Nachdem die vor ihm gesetzten Wes Welker und Brandon Lloyd die Patriots verließen, Neueinkauf Danny Amendola oft verletzt war und die beiden Tight Ends Rob Gronkowski (Armbruch und Kreuzbandriss) und Aaron Hernandez (Mordanklage) ausfielen, fing Edelman 105 Pässe, davon sechs Touchdowns, und erzielte 1.056 Yards Raumgewinn.

#### 2014
In der Saison 2014 konnte Edelman seine Statistiken vom Vorjahr fast egalisieren (92 gefangene Pässe für 972 Yards und vier Touchdowns), obwohl er die letzten zwei Spiele der Regular Season verletzt verpasste. In der neunten Woche gelang ihm gegen die Denver Broncos ein Punt-Return-Touchdown über 84 Yards, sein vierter Punt-Return-Touchdown, womit er einen neuen Rekord für die Patriots aufstellte. Am 10. Januar 2015 im Play-off-Spiel gegen die Baltimore Ravens warf Edelman mit seinem ersten Pass in der NFL einen 51-Yards-Touchdown auf Danny Amendola. Am 1. Februar 2015 gewann er mit den Patriots den Super Bowl XLIX. Er fing neun Pässe für 109 Yards und den letzten und entscheidenden Touchdown, mit dem Tom Brady Joe Montanas Super-Bowl-Rekord (11) mit seinem 13. Touchdown brach.

#### 2015
Die Saison 2015 begann für Edelman und die Patriots erfolgversprechend, Edelman konnte in den beiden ersten Partien gegen die Pittsburgh Steelers und die Buffalo Bills jeweils 11 Pässe für 97 Yards Raumgewinn fangen, gegen die Bills darunter 2 Touchdowns. In der neunten Woche der Saison zog sich Edelman im Spiel gegen die New York Giants einen Mittelfußknochenbruch im linken Fuß zu und musste am Tag darauf operiert werden. Damit war die Regular Season für Edelman gelaufen, er hatte in den ersten neun Saisonspielen 62 Pässe für 692 Yards und sieben Touchdowns gefangen. Dank problemloser Genesung konnte Edelman in den Play-offs wieder spielen und half mit seinen 10 gefangenen Pässen für 100 Yards gegen die Kansas City Chiefs dabei, dass die Patriots zum fünften Mal in Folge ins AFC Championship Game einziehen konnten.

#### 2016
Die Saison 2016 verlief für Edelman sehr gut. Mit 1.106 Yards Raumgewinn stellte er einen persönlichen Rekord auf, erzielte drei Touchdowns und trug dazu bei, dass die Patriots mit 14:2 Siegen Platz 1 der AFC-Setzliste erreichten. Mit New England erreichte er den Super Bowl LI gegen die Atlanta Falcons, wo Edelman 87 Yards Raumgewinn machte und kurz vor Schluss beim Stand von 20:28 einen abgefälschten Wurf trotz Deckung durch drei Atlanta-Verteidiger Millimeter über der Grasnarbe fing und einen wichtigen 23-Yards-Fang landete. Somit trug er dazu bei, dass die Patriots in Overtime mit 34:28 gewannen.

#### 2017
Am 8. Juni 2017 verlängerte Edelman vor der Saison 2017 seinen Vertrag bei den Patriots um zwei Jahre, datiert bis Ende 2019. Sein Grundgehalt wurde dabei von 3 auf 11 Mio. US-Dollar erhöht. Im dritten Preseason-Spiel gegen die Detroit Lions erlitt er ohne gegnerische Einwirkung einen Kreuzbandriss und sollte für die gesamte Saison ausfallen.

#### 2018

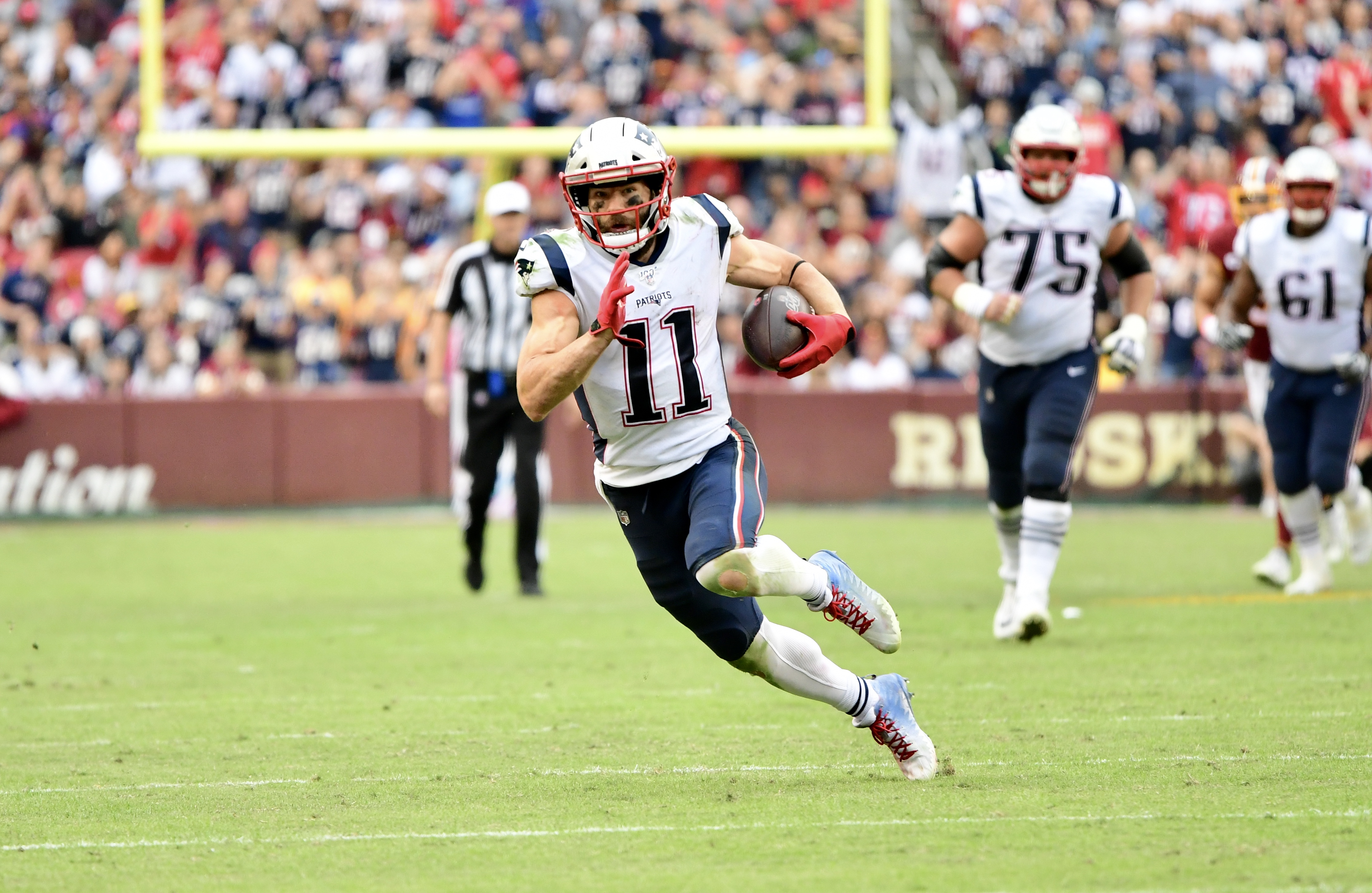
Edelman 2019 im Spiel gegen die Washington Redskins

2018 wurde Edelman der Einnahme leistungssteigernder Mittel überführt, die er während einer Verletzung einnahm. Wegen dieses Dopingverstoßes wurde er für vier Spiele gesperrt.
Nach einer eher durchwachsenen Saison wurde er nach dem Sieg im Super Bowl LIII, in dem er 10 Pässe für 141 Yards fing, zum Super Bowl MVP gewählt.

#### 2019–2021
In der Saison 2019 fing Edelman 100 Pässe für 1117 Yards und sechs Touchdowns, womit er einen neuen persönlichen Bestwert in Receiving-Yards aufstellte. 2020 kam er verletzungsbedingt nur in sechs Spielen zum Einsatz. Nachdem er immer wieder mit Knieproblemen zu kämpfen hatte, gab Edelman am 12. April 2021 sein Karriereende bekannt.

## Karrierestatistik
| Jahr  | Team  | Spiele | Gefangene Pässe | Targets | Yards | Yards pro Fang | Längster gefangener Pass | Touchdowns | First Downs |
| ----- | ----- | ------ | --------------- | ------- | ----- | -------------- | ------------------------ | ---------- | ----------- |
| 2009  | NE    | 11     | 37              | 54      | 359   | 9,7            | 29                       | 1          | 19          |
| 2010  | NE    | 15     | 7               | 14      | 86    | 12,3           | 40                       | 0          | 3           |
| 2011  | NE    | 13     | 4               | 8       | 34    | 8,5            | 11                       | 0          | 0           |
| 2012  | NE    | 9      | 21              | 32      | 235   | 11,2           | 56                       | 3          | 12          |
| 2013  | NE    | 16     | 105             | 151     | 1.056 | 10,1           | 44                       | 6          | 54          |
| 2014  | NE    | 14     | 92              | 135     | 972   | 10,6           | 69                       | 4          | 50          |
| 2015  | NE    | 9      | 61              | 75      | 692   | 11,3           | 59                       | 7          | 37          |
| 2016  | NE    | 16     | 98              | 159     | 1.106 | 11,3           | 77                       | 3          | 56          |
| 2017  | NE    | 0      | -               | -       | -     | 0,0            | -                        | -          | -           |
| 2018  | NE    | 12     | 74              | 108     | 850   | 11,5           | 36                       | 6          | 63          |
| 2019  | NE    | 16     | 100             | 153     | 1.117 | 11,2           | 44                       | 6          | 54          |
| 2020  | NE    | 6      | 21              | 39      | 315   | 15,0           | 49                       | 0          | 18          |
| Total | Total | 137    | 620             | 941     | 6.822 | 11,0           | 77                       | 36         | 366         |

(Nur Spiele in der Regular Season)

## Privatleben
Edelman hat eine Schwester und einen älteren Bruder. Edelman, dessen Vater jüdisch ist, identifiziert sich als Mitglied dieser Religion und feiert Chanukka.
Aus einer Beziehung mit einem schwedischen Model hat Edelman eine Tochter.
2016 brachte Edelman ein Kinderbuch namens Flying High heraus, in dem ein Eichhörnchen namens Julian unbedingt mit einem Adler, einem Bären und einem Büffel Football spielen will, aber als zu schwach verlacht wird. Erst nachdem Julian den Ratschlägen der Ziege Tom und der Eule Bill folgt, hart an sich zu arbeiten, hat er Erfolg. Die Einnahmen des Verkaufs kamen karitativen Zwecken zugute.

## Trivia
Edelmans von ihm selbst bevorzugter Spitzname ist „The Squirrel“ (Das Eichhörnchen). Diesen Spitznamen verliehen ihm Teamkollegen, nachdem er während eines Spiels an der Seitenlinie den Satz „Don't let me get squirrely out there!“ hineingerufen hatte.